# Chrostosoma mysia
Chrostosoma mysia är en fjärilsart som beskrevs av Druce 1906. Chrostosoma mysia ingår i släktet Chrostosoma och familjen björnspinnare. Inga underarter finns listade i Catalogue of Life.